# Amenâa
Amenâa est le nom de l'auteur du manuscrit d'origine « Le Conte du naufragé ». Ce récit égyptien datant du Moyen Empire, écrit en hiératique sur papyrus a été découvert par l'égyptologue russe Vladimir Golenichtchev en 1880.
Le conte du naufragé raconte les aventures d'un Égyptien qui, après avoir fait naufrage, parvient à gagner une île, puis regagne son pays natal, chargé des trésors de cette île.
Le début du document est perdu, mais l'essentiel du texte conservé a permis sa traduction. Il a été inclus par l'égyptologue français Gaston Maspero dans son recueil Les Contes populaires de l'Égypte ancienne, publié pour la première fois en 1889, où on retrouve le nom de l'auteur du manuscrit.
Le scribe qui l'a copié, et qui prétendait avoir « des doigts rusés » (« cunning of fingers ») malgré quelques erreurs dans la copie, est connu sous le nom d'Amenâa, ou Ameni-amenna. La signature d'Amenâa a été mentionnée dans l'édition de 1987 du Livre Guinness des records comme la plus ancienne signature survivante sur un papyrus.